# Invocatore
Gli Invocatori sono personaggi fittizi appartenenti alla serie di videogiochi di ruolo Final Fantasy. La figura dell'invocatore, ispirandosi a Final Fantasy, è presente anche in altri titoli Square Enix come ad esempio Kingdom Hearts, ed è stata ispirazione anche per altri giochi completamente esterni al genere.

## Caratteristiche
Gli invocatori sono tipicamente una classe magica e in quanto tale, nonostante abbiano caratteristiche di forza e difesa fisica molto basse, possiedono potenza magica e quantità di MP molto elevati, spesso superiore a tutte le altre classi. Al contrario dei simili Maghi Bianchi, Maghi Neri, Maghi Blu e Maghi Rossi, non usano direttamente gli incantesimi ma chiamano (invocano) entità superiori dotate di grandi poteri che combattono per loro, attaccando il nemico, curando gli alleati, o causando vari status. In alcuni capitoli la figura dell'invocatore è unita a quella del mago bianco, aggiungendo un ruolo di supporto a questo personaggio e la capacità di essere forti avversari anche da soli, come ad esempio Yuna o Garnet.
Come le altre classi magiche, solitamente vestono armature leggere e grandi vesti dai colori chiari mentre le armi che utilizzano sono tipicamente scettri, rami, fruste. Alcuni invocatori sono caratterizzati da un curioso corno frontale.
In molti capitoli il ruolo dell'invocatore è di rilievo e ha un peso significativo anche nella trama, come ad esempio in Final Fantasy IX e X.
In tutti gli episodi in cui nel party le classi sono fisse ed è presente un invocatore, questo è sempre una donna (Rydia, Daga, Eiko, Yuna).

## Presenza nella saga
Fanno la prima comparsa in Final Fantasy III dove è una delle classi ottenibili e si divide in Evocatore, Necromante, Saggio. Con parametri ed effetti diversi ma tutte e tre le classi permetto di usare le invocazioni.
In Final Fantasy IV l'ultimo superstite di un villaggio di invocatori è Rydia, che può richiamare a sé molte creature chiamate Eidolon. Quando invocato, l’Eidolon esegue un unico attacco e poi scompare. Le invocazioni vengono apprese man mano durante il gioco.
In Final Fantasy V l'invocatore diventa un ruolo disponibile per ogni personaggio, una volta soddisfatti i requisiti per diventarlo. Le invocazioni vengono acquistate o utilizzate dopo averle sconfitte.
In Final Fantasy VI, gli Esper vivono in un'altra dimensione e possono essere invocati da un personaggio non appena portati sul mondo di gioco. Permettono inoltre di ottenere speciali bonus quando si sale di livello. Terra Branford ha un particolare rapporto con gli Esper ed essi rappresentano il fulcro della storia di Final Fantasy VI.
Il Materia System di Final Fantasy VII permette ad ogni personaggio di fare ricorso a delle creature. Come in precedenza, dopo un unico attacco di potenza generalmente elevata, il mostro sparisce.
In Final Fantasy VIII i personaggi possono entrare in sintonia con delle creature chiamate Guardian Force (G.F.) che una volte unite in "Junction" al personaggio, oltre ad essere invocate in battaglia con le stesse modalità dei capitoli precedenti, ne influenzano anche le statistiche e le abilità. In questo capitolo i Guardian Force giocano un ruolo molto importante: sono il perno per i parametri dei personaggi; collegando determinati GF ai personaggi si ha l'occasione per potenziare i propri parametri. Si tratta di un sistema che mette in sincronia personaggio con invocazione, per poterlo potenziare e sviluppare nella maniera che si preferisce.
Gli sciamani di Final Fantasy IX sono una tribù che risiede nel villaggio di Madain Sari in grado di evocare gli Eidolon, potenti creature extradimensionali che una volta richiamate eseguono dei potenti attacchi. Anche qui invocatori ed invocazioni ricoprono un ruolo rilevante nella trama. Gli unici due sciamani sopravvissuti che incontriamo nella storia sono Garnet ed Eiko.
Gli Eoni di Final Fantasy X hanno il compito di supportare gli invocatori nel loro pellegrinaggio volto a sconfiggere Sin. Il numero di invocazioni è diminuito ma il sistema di combattimento ne fa molto più di semplici creature ad attacco singolo: quando invocato l’Eone sostituisce i membri del party combattendo come un qualsiasi altro personaggio con le proprie abilità. Una volta riempita la barra turbo possono portare i loro attacchi finali. Gli Eoni sono la manifestazione dell'intercessore: gli intercessori sono spiriti che accolgono le richieste d'aiuto. Ad un punto nel gioco si apprenderà che alcune persone sono destinate a diventare intercessori. Gli intercessori sono la forma primitiva dell'Eone: l'Eone è difatti il prodotto finale atto ad aiutare l'invocatore nel suo compito.
Nel gioco di ruolo online Final Fantasy XI, gli invocatori sono una delle tante classi che si possono ottenere ed hanno l'abilità di invocare gli Elementali ed i potenti Avatar, ottenibili tramite i rarissimi Magic Scroll. Gli invocatori sono infatti pochi ma, d'altro canto, averne uno comporta grandi vantaggi.
In Final Fantasy XII tutti i personaggi, una volta ottenuta l'apposita licenza, possono evocare gli Esper. Ognuno di loro rappresenta una costellazione, sono perciò diversi da tutte le invocazioni precedentemente incontrate. Tuttavia alcuni di loro condividono nomi, sembianze e storie con Boss finali dei precedenti titoli. Tetsuya Nomura tuttavia non ha mai confermato se ci sia un legame tra le creature e i suddetti Boss. Una volta evocato l’Esper affianca in party l'invocatore per un periodo di tempo predefinito al cui termine, prima di congedarsi, lancia il suo attacco speciale. Non si possono controllare direttamente le azioni dell’Esper che agisce autonomamente grazie ad un sistema di Gambit.
Anche in Final Fantasy XIII ci sono gli Esper, la novità di questo capitolo però è che ogni personaggio ha un'invocazione esclusiva, l'Esper una volta evocato può combattere a fianco del party o "fondersi" con l'evocatore per lanciare i suoi attacchi più potenti. In questo capitolo gli Esper sono molto importanti e hanno un ruolo fondamentale. Solamente i L'Cie possono invocarli e, secondo una credenza popolare gli Esper giungono dal proprio L'Cie per porre fine alla disperazione, quando lo stigma sta iniziando a sbiadirsi e il L'Cie è disperato e in preda al panico.
Anche in Final Fantasy Tactics, Tactics Advance e Tactics A2 gli invocatori sono una classe giocabile. In Tactics Advance sono presenti i Totema che, anche se funzionano con un meccanismo simile, non vanno confusi con le invocazioni: i primi infatti sono associati a una razza indipendentemente dalla classe, mentre i secondi possono essere chiamati solo dall'invocatrice.

## Invocazioni
Durante la saga sono stati presentati anche come Esper, Avatar, Alterazioni, Guardian Force, Eidolon, Totema, Eoni, Summon.

### Introdotte in Final Fantasy II

#### Viverna
Comparsa in Final Fantasy II, la viverna può essere considerata come la prima delle invocazioni anche se non si tratta propriamente di un Esper. Infatti è possibile richiamare una Viverna amica dei protagonisti per attaccare i nemici con la magia fuocaga. La differenza sta appunto in questo in quanto la creatura non usa un attacco "speciale" ma una normale magia, inoltre non compare sul campo di battaglia. È possibile che comunque tale caratteristica sia piaciuta ai fan spingendo la Square a rendere la possibilità di usare mostri e creature da combattimento sempre più complessa ed elaborata. La viverna comunque ricompare anche nel seguito di FF XII per Nintendo DS appunto come evocazione.

### Introdotte in Final Fantasy III

#### Bahamut
Il re dei draghi, comparso fin dal primo episodio come mostro amichevole. Il suo aspetto non è mai cambiato molto fino a Final Fantasy VIII, dove ha l'aspetto di un normale dragone blu. Nel nono capitolo invece, pur mantenendo l'aspetto di un drago tradizionale, diventa marrone e con la strana caratteristica di non avere gli occhi. In Final Fantasy X il suo aspetto cambia in modo radicale. Il suo attacco Megaflare è potentissimo ed infligge danni non elementali ai nemici. In Final Fantasy XII Bahamuth è il Nome della terribile fortezza aerea dell'Impero, una nave da guerra colossale usata per distruggere Rozaria e la Resistenza, e qui si batterà il boss finale (che tra l'altro nella sua ultima forma diventa un mostro corazzato molto simile a Bahamut sia nell'aspetto che negli attacchi). Dopo un periodo di assenza e una piccola, ma devastante, apparizione in Final Fantasy XII: Revenant Wings, Bahamut ritorna come Esper di Fang in Final Fantasy XIII. In Final Fantasy XIII-2, viene usato da Lightning come secondo Esper, (dopo Odino, che presta il nome a questo che viene detto Bahamut Odin) durante la battaglia con Caius Ballad. Anche quest'ultimo, grazie all'Occhio dello Bahamut incastonato nella sua spada può invocare un Bahamut, anche se in verità è lui stesso a trasformarsi in esso, viene chiamata la fusione di un L'cie con un Esper che lo fa trasformare in un Chaos Bahamut (variante con il cuore del Chaos donato a Caius dalla Dea Etro). Alla fine del gioco ci sarà un'evoluzione di questa Fusione portando Caius a diventare un Bahamut che si dividerà in tre parti: Bahamut Fluctio, Bahamut Imper e Bahamut Azio.
Compaiono anche delle sue variazioni in FF VII: rispettivamente Neo Bahamut che lancia l'attacco Giga Flare e Bahamut Zero con il devastante Teraflare. Bahamut Furia compare invece in Crisis Core ed il suo attacco si chiama Exa Flare. Compare anche nel film Final Fantasy VII: Advent Children, dove viene evocato da Kadaj. Qui assume connotati mostruosi e demoniaci, con artigli posteriori a zoccolo, un muso costantemente serrato in una smorfia crudele e soprattutto le ali composte da un braccio principale cui sono attaccate tante lamelle che vibrano come quelle degli insetti per farlo volare. A questa versione è stato attribuito il nome di Bahamut SIN nonostante non venga mai nominato nel film.

#### Chocobo
I Chocobo sono enormi uccelli simili a gallinacei, facilmente addomesticabili dato il loro carattere mite, ma comunque intelligente. Appaiono coperti da un denso e morbido piumaggio dal colore generalmente giallo, ma che in taluni videogiochi in cui essi sono presenti può essere anche verde, blu, nero o color oro. Sono muniti di un vistoso becco e di ali (che però solitamente non usano per volare) ed emettono un particolare verso, simile ad un "kuè". Solitamente li si può trovare in prossimità o all'interno di boschi, che prendono il caratteristico nome di Chocobosco ma in molti episodi sono soliti abitare presso piane o radure.
Si può evocare in Final Fantasy 3, 4, 5, 7.

#### Ifrit
Ifrit (in Final Fantasy VIII Ifrid) è il signore del fuoco. Il suo aspetto è cambiato molto lungo il corso della saga, in principio (fino a Final Fantasy VII) aveva l'aspetto di un demone tradizionale (antropomorfo con corna) dal numero VIII in poi diventa più simile ad una bestia leonina. In Final Fantasy XII, Ifrit è il nome di un Bombardiere, e il suo posto viene preso dall'Esper di Fuoco Belias. In Final Fantasy XIII, ritorna al suo vecchio aspetto antropomorfo, seppur mantenendo tratti bestiali (artigli, corna, movenze), tuttavia non è un'invocazione giocabile. Il suo attacco è Fiamme Infernali, con le quali infligge ingenti danni di elemento fuoco. Presente anche il FFX con sembianze molto più animalesche, un incrocio tra una scimmia e un leone.

#### Leviatano
Il grande serpente marino famoso per essere sempre stata una delle evocazioni più potenti della serie. È presente in Final Fantasy IV (dove ricopre il ruolo di re delle invocazioni/Eidolon), Final Fantasy VI Advance (come esper segreto), Final Fantasy VIII (assimilabile dal Supremo Norg) ed in Final Fantasy IX. Il suo attacco si chiama Ruggito Oceanico. In Final Fantasy XII Leviathan è il nome di una potente aeronave dell'Impero, guidata dal Giudice Ghis, a capo dell'Ottava Flotta. Il suo posto viene preso dall’Esper d'Acqua Famfrit. Nel sequel Final Fantasy XII: Revenant Wings, ritorna con un aspetto più antropomorfo.

#### Odino
Odino è una delle evocazioni più spettacolari e famose, e compare in molti capitoli. Il suo aspetto è cambiato rispetto alle sue prime apparizioni. Ha l'aspetto di un classico cavaliere medievale, con corazza e spada e, negli episodi più vecchi, anche un elmo con le corna. Tuttavia nei capitoli più recenti l'elmo si fonde sempre più con la testa fino a scomparire, tanto che in Final Fantasy IX le corna fanno parte del cranio. Cavalca il suo cavallo Sleipnir ed usa la sua potente spada per eseguire l'attacco Zantetsuken, in grado di uccidere i nemici istantaneamente. Oltre alla Zantetsuken, Odino può scatenare anche la forza del cielo infusa nella sua lancia Gungnir.
In Final Fantasy XII, Odin viene solo menzionata da Al-Cid Margrace come l'Ammiraglia di una flotta dell'Impero. Per poteri legati alla morte istantanea, forse, il suo posto può essere preso dall’Esper Zalera.
Il cavaliere fa il suo ritorno, come Esper di Lightning, in Final Fantasy XIII, con la capacità di trasformarsi in un destriero meccanico.

#### Ramuh
Come Ifrit e Shiva, Ramuh è una invocazione popolare e basilare che compare in molti capitoli della serie. Il suo aspetto è quello di un vecchio signore con una lunga barba, una tunica ed un bastone magico con il quale può eseguire il suo attacco elettrico Spirale di Saette. In Final Fantasy IX il suo nome era Lamù (poiché anche il suo nome è stato tradotto con difficoltà a causa del fatto che in Giappone non esiste la L).

#### Shiva
Presente in quasi tutti gli episodi della serie. Il suo elemento è il ghiaccio, mentre il suo colpo caratteristico è Polvere di Diamante o Diamanpolvere, che infligge danni di elemento ghiaccio a tutti i nemici.
In Final Fantasy XIII, questa è l'Esper di Snow, si può trasformare in modalità gestalt in una moto.

#### Titan
Titan (o Titano) è una delle evocazioni classiche poiché era presente in tutti i capitoli della saga fino al settimo episodio, dall'ottavo capitolo però fu rimpiazzato da altri personaggi. Il suo aspetto era quello di un gigante in grado di causare terremoti con la sua potenza e apparteneva all'elemento terra. Nelle versioni italiane dei vari capitoli il suo nome viene attribuito però ai giganti di ferro, esseri umanoidi fatti di ferro e armati di enormi spadoni. Anche se non viene mai citato veramente in modo esplicito (salvo che in alcuni libri e artbook ufficiali) in realtà Titan compare anche in FF IX durante l'evocazione di Fenrir, dove il lupo ululando evoca una montagna vivente dall'aspetto canino che lancia in aria i nemici con un micidiale gancio. Titano ritorna insieme ai suoi vecchi compagni come Yahri in Revenant Wings.

### Introdotti in Final Fantasy IV

#### Asura
Compare solo nel capitolo IV. Nel gioco era la regina degli Eidolon (il nome che avevano le invocazioni in questo capitolo), moglie del Leviatano. È di animo gentile ma non esita a sfidare Rydia e i suoi compagni in duello per capire se ella è degna di invocarla. Il suo aspetto è quello di una donna con quattro braccia e tre teste. Il suo attacco è di tipo difensivo e varia a seconda della testa che mostra durante la sua evocazione.

#### Bomb
Appare solo in questo capitolo ed è anche uno dei mostri degli incontri casuali. Ha l'aspetto di una palla. La sua mossa speciale è Detonate, che danneggia un solo nemico in proporzione agli HP dell'invocatore.

#### Catoblepas
Un grosso essere, anch'esso simile ad un toro, ma di una forma più insolita ed un colore verdastro. Appare come esper solo in Final Fantasy VI ed in Final Fantasy V, mentre in molti altri capitoli è un semplice mostro o un boss. In ogni caso, possiede sempre la sua mossa caratteristica, che gli consente di pietrificare uno o più avversari.

#### Drago della Nebbia
Chiamato anche semplicemente Drago oppure Mist, compare in FF IV come evocazione principale di Rydia. Si trattava di un'evocazione basilare in grado di infliggere danni relativamente modesti ai nemici. In final fantasy IV DS il suo attacco infligge danni piuttosto elevati di tipo sacro.

#### Mage
Mostro della battle field, il suo attacco speciale una volta evocata è Mind Blast, che causa danni magici non elementali ad un nemico. Ha l'aspetto di una giovane ragazza, con in mano un piccolo bastone.

#### Sylph
Si tratta di tre fatine che oltre ad essere un'evocazione sono anche un personaggio secondario del gioco. Sono loro a salvare Yang e a curarlo. Quando le evochi, la loro mossa speciale è Whisperer, con cui creano una piccola magia che toglie HP ad un nemico e li dona alla squadra.

### Introdotti in Final Fantasy V

#### Atomos
Comparso per la prima volta come boss in Final Fantasy V, Atomos ritorna come invocazione in Final Fantasy IX mantenendo pressappoco lo stesso aspetto, ovvero quello di un immane essere con una enorme bocca in grado di risucchiare qualsiasi cosa. Il suo attacco Gravitomassa 199 è molto simile alla magia Antima, che danneggia il nemico in base ai suoi HP. Tuttavia, a differenza di Antima, Atomos può anche uccidere il nemico, ma non ha effetto su alcuni Boss. In Final Fantasy XIII Atomos è un Fal'Cie di Pulse e appare come una enorme palla spinata che rotola lungo le gallerie del Mah'habara, una zona mineraria ormai abbandonata.

#### Carbuncle
Carbuncle è una delle invocazioni più vecchie e compare in molti capitoli della serie. Il suo aspetto è quello di una graziosa creatura simile ad un roditore con un enorme rubino piantato in fronte. Non infligge danni al nemico ma lancia magie di supporto sulla squadra, come Reflex in grado di riflettere tutte le magie. In Final Fantasy IX la mossa utilizzata dipende dalla pietra con cui è equipaggiata Eiko. È nuovamente presente in Final Fantasy XII: Revenant Wings e dovrebbe tornare, insieme ad altre tipiche invocazioni, in Final Fantasy XV.

#### Golem
Un gigante che appare in Final Fantasy V e Final Fantasy VI e Final Fantasy Tactics, il suo aspetto varia dal classico colosso di pietra ad un robot dall'aspetto semplice. Nel V e nel VI usa la magia Protect su tutti gli alleati, mentre in Final Fantasy Tactics fa assorbire a colui che lo ha invocato una parte dei danni inflitti agli alleati. Riappare anche in Final Fantasy XII, ma come un nemico, di aspetto robotico.

#### Fenice
La Fenice appare, come nella mitologia, come un grande uccello di fuoco. La sua abilità Fiamme Vitali causa danni di fuoco a tutti i nemici e riporta in vita tutti gli alleati morti. Dall'VIII capitolo in poi, dopo essere stata invocata per la prima volta, può apparire casualmente quando tutti i membri del gruppo sono KO, risuscitandoli ed evitando il Game Over. In Final Fantasy XII è invece un boss opzionale, ed in Final Fantasy XIII un fal'Cie con lo scopo di illuminare Cocoon come se fosse il sole.

#### Remora
La sua mossa speciale è Latch On, che incatena un nemico e lo blocca.

#### Shoat
Quando viene evocato usa Demon Eye, che può causare morte istantanea ad un nemico.

#### Syldra
Comparsa solo nel quinto capitolo, ha l'aspetto di un mostro marino simile ad un elasmosauro ed era una grande amica di Faris, uno dei personaggi principali. Padroneggiava l'elettricità e il suo attacco era anche piuttosto potente.

### Introdotti in Final Fantasy VI

#### Alexander
Una delle evocazioni più strane, famose e potenti della serie. Alexander si presenta come una creatura robotica vagamente simile ad un castello vivente, appartiene al tipo sacro ed è comparso in molti capitoli della serie. In Final Fantasy IX è protagonista di uno spettacolare filmato che lo vede impiegato in una battaglia contro Bahamut evocato da Kuja per distruggere Alexandria, questa sarà la prima e unica volta che lo vedremo con le ali da angelo che possiede, dato che le usa solo per proteggere e da cui (quando le scopre) lancia il suo attacco "Verdetto Divino". Tuttavia, al di fuori del filmato, non si poteva evocare in battaglia. In FF XIII Alexander ritorna come Esper di Hope, con la capacità di tramutarsi in una fortezza.

#### Bismark
Ha l'aspetto di una balena e compare solo in FF VI come sostituto di Leviathan (quest'ultimo reintrodotto nella versione advance). Di potenza media. Appare come Fal'Cie in Final Fantasy XIII

#### Crusader
Un esper segreto comparso solo in Final Fantasy VI; l'unico modo di ottenerlo è sconfiggere gli otto draghi sparsi nel "Mondo della Rovina". Si tratta di tre figure antropomorfe, una piccola simile ad un mago protetto da alcuni gusci, una che assomiglia ad un demone corazzato con zanne enormi, ed una terza figura simile a un colossale djinn con armatura dorata. Il suo attacco Purificatore causa danni immensi a tutti, alleati e avversari. Nella versione per SNES si chiamava Jihad (la versione islamica della crociata).

#### Fenril
Fenril prende il nome dal lupo dell'apocalisse Fenrir, ed ha appunto l'aspetto di un lupo corazzato. I suoi poteri sono legati alla terra, ma nel nono capitolo la sua mossa può assumere elemento vento con un determinato oggetto. In Final Fantasy XII è un boss, ed ha l'aspetto di una tigre bianca antropomorfa con uno spadone e poteri legati al gelo.

#### Kirin
Un'evocazione comparsa solo in Final Fantasy VI, Final Fantasy Tactics Advance e Final Fantasy Tactics Advance 2; è ispirato al Qilin, l'unicorno della mitologia giapponese, ha l'aspetto di un cavallo-drago ed è in grado di restituire punti vita al gruppo in modo costante (come per la magia rigene).

#### Maduin
Comparso in Final Fantasy VI, Final Fantasy IX e in Final Fantasy Tactics Advance. Nel sesto episodio della serie aveva aspetto umano, per poi diventare una belva dalle sembianze di leone. Appartiene al tipo Sacro e il suo attacco è il Meteosisma in grado di infliggere moltissimi danni. Oltre al suo ruolo nel combattimento Maduin ha anche avuto ruoli decisivi sia nel sesto che nel nono capitolo della serie, infatti in FF6 non è niente meno che il padre di Terra, frutto dell'amore con una donna umana. in FF9 invece Mog, la moguri amica di Eiko rivela la sua vera natura quando deve proteggerla dall'attacco dei gemelli Zon e Son regalandole alla fine il fiocco, l'oggetto che racchiude i suoi poteri, con la promessa di proteggerla per sempre.

#### Midgarsorm
Apparso solo in Final Fantasy VI, ha l'aspetto di un gigantesco serpente (il cui nome fa capire la sua fonte di ispirazione, ovvero il serpente Jormungandr della mitologia norrena) appartenente all'elemento terra. Il suo attacco Fauci degli abissi causava ingenti danni di terra ai nemici. Nella versione per SNES si chiamava Terrato, probabilmente da "sotterrare", un nome comunque legato alla terra. In Final Fantasy VII appare come un mostro con il nome di Midgar Zolom.

#### Pallidor
Ha l'aspetto di un grande uccello. Appare solo in questo capitolo, fa attaccare tutta la squadra con Jump.

#### Phantom
Rende invisibile il gruppo.

#### Ragnarok
Ha l'aspetto di una spada. Puoi scegliere se ottenere lui o l'omonima arma. Il suo potere trasforma i nemici in oggetti.

#### Raiden
Apparso solo in Final Fantasy VI e in Final Fantasy XII: Revenant Wings: nel primo era ciò che rimaneva di Odino dopo che la sua magilite veniva esposta ad un'energia particolare, e aveva un attacco chiamato True Edge (Shin Zantetsuken nella versione Advance) che poteva sconfiggere tutti i nemici in un colpo solo, con probabilità maggiori rispetto a Odino: nel secondo invece era l'apprendista di Ramuh e aveva l'aspetto di un ragazzo con i capelli sparati che poteva causare status mutismo e danni di tipo tuono.

#### Shoat
Ha l'aspetto di un mostruoso cinghiale. Pietrifica i nemici.

#### Siren
Ha l'aspetto di una Sirena. in Final Fantasy VIII ha dei capelli che terminano con un paio di ali. Nonostante causi pochi danni, il suo attacco Voce del silenzio infligge Mutismo a tutti i nemici. Siren ritorna, con la sua inseparabile arpa, nel tredicesimo capitolo della saga, tuttavia non è un'invocazione giocabile.

#### Starlet
Cura tutto il gruppo.

#### Straphim
Recupera HP.

#### Stray
Causa confusione ai nemici.

#### Tritoch
Ha l'aspetto di una creatura metà drago e metà uccello. Sferra un attacco che è contemporaneamente di elemento Ghiaccio, fuoco e tuono. È l'Esper che svela a terra la sua vera origine.

#### Unicorno
Evocazione comparsa solo nel sesto capitolo e nella serie Tactics. Ha l'aspetto di un possente unicorno e ha il potere di curare la squadra dai vari status negativi.

#### Zone Seek
Ha l'aspetto di uno spettro. Difende il party da attacchi magici lanciando Shell.

### Introdotte in Final Fantasy VII

#### Hades
Il Dio dei morti della mitologia Greca compare come invocazione solo nel settimo episodio dove infliggeva ai nemici svariati status negativi con accuratissima precisione, nonché danni magici non-elementali piuttosto elevati. Ricompare come boss opzionale nel nono capitolo. Ha l'aspetto di un uomo con la faccia da cadavere e coperto con una tunica e nella sua animazione lo si vedeva al centro di un lugubre tempietto mentre pronunciava formule magiche sul suo calderone dal quale usciva una nociva luce. Nel nono capitolo il suo aspetto è ancora più terrificante e consiste in un enorme cadavere seduto su un trono e armato di spadone.

#### Kjata
Un enorme toro con tanti occhi sul corpo, molto simile ad un Behemoth. Provoca danni di elemento fuoco, gelo e tuono contemporaneamente. È apparso come essere invocabile solo in Final Fantasy VII. È presente come fal'Cie anche in Final Fantasy XIII.

#### Knights of the Round
È l'invocazione più potente di Final Fantasy VII; con l'attacco Ultimate End tredici cavalieri attaccano i nemici, infliggendo un'enorme quantità di danni (tredici attacchi da 9999 danni). Sono l'incarnazione dei mitici Cavalieri della Tavola Rotonda. L'ultimo cavaliere è re Artù in persona, il quale estrae la sua Excalibur e attacca i nemici, causando danni devastanti.

#### Mog
È evocabile assieme ad un Chocobo, con la summon materia Chocobo/mog oppure da solo, con la limit "Slots" del personaggio Cait Sith. Nel primo caso, provoca leggeri danni di elemento vento ai nemici più lo stato stop, nell'altro ripristina Hp e Mp della squadra.

#### Typhoon
Comparso inizialmente come antagonista in Final fantasy VI. Ha la forma di una salsiccia viola, con due teste demoniache, una davanti ed una dietro. La prima è dotata di braccia e ha delle corna, la seconda ha una corona di alloro. Il suo attacco speciale è Devastation, con cui causa danni di elemento Fuoco, Ghiaccio, Tuono e terra ai nemici, oltre a provocare la morte istantanea.

### Introdotte in Final Fantasy VIII

#### Brothers
Sono una coppia di minotauri comparsi la prima volta nel quinto capitolo come boss e riapparsi nell'ottavo come G.F. Si chiamano Seclet e Minotaur. Nel loro divertente attacco speciale, Dovere Fraterno, causano danni elemento terra ai nemici lanciandosi tra di loro.

#### Cerberus
Pur comparendo in genere come mostro ostile, Cerberus in Final Fantasy VIII era un G.F. Pur non causando danni al nemico può lanciare una magia speciale chiamata Contrattacco Satanico, in grado di donare gli status Double e Triple ai personaggi permettendogli di lanciare rispettivamente due o tre magie alla volta. Ha il classico aspetto del cane tricefalo, ma con una corazza sul dorso e una lunga coda simile a quella di un rettile.

#### Charonte
Un essere demoniaco che prende il nome da un personaggio della mitologia greca che trasportava le anime dei morti all'oltretomba. Appare per la prima volta in Final Fantasy VI come boss con il nome di Phantom Train (treno fantasma), la cui funzione è esattamente quella di trasportatore di anime; riappare in Final Fantasy VIII come G.F. segreto, sempre con l'aspetto di treno portatore di morte, il cui attacco, che si chiama Caos Infernale, ha la capacità di causare parecchi status alterati ai nemici.

#### Diablos
Comparso sia nell'ottavo che nell'undicesimo capitolo, ha l'aspetto di un demone rosso e nero. Il suo attacco non elementale Messaggero della Notte infligge danni proporzionali alla vita del nemico, ma non funziona sui boss. Appare anche nel remake per Game Boy Advance di Final Fantasy VI come Esper bonus, e in Final Fantasy XII come boss opzionale con l'aspetto di un demone fiammeggiante che rapisce i bambini, e anche in Revenant Wings. Da notare come nei vari episodi in cui è comparso, tranne appunto in Revenant Wings, mantenga sempre lo stesso aspetto.

#### Eden
Comparso in Final Fantasy VIII, Eden è il G.F. più forte del capitolo, poiché è l'unico ad infliggere ai nemici un danno superiore a 9'999. ha un aspetto molto strano, simile ad un Garden (le scuole-navicelle presenti nel gioco) e suo attacco Respiro Eterno trascina il nemico nel cosmo e lo disintegra con la sua energia. Un'altra particolarità di Eden è che chi era equipaggiato con lui poteva letteralmente mangiare i suoi nemici, con l'apposita tecnica. Ricompare anche nel tredicesimo capitolo come fal'Cie.

#### Kyactus
Si presenta come una creatura molto veloce, agile e simile ad un cactus dalle sembianze antropomorfiche con tre aghi sulla testa. Il suo aspetto è molto influenzato dalle statuette funebri giapponesi haniwa.
Comparso in molti capitoli come mostro, in FF VIII è disponibile come evocazione. Lo si poteva ottenere sconfiggendo il "Kyactus gigante", un mostro con lo stesso aspetto del Kyactus normale ma con dei baffetti ed è molto più grande. Una volta evocato poteva lanciare l'attacco "1000 aghi + 1" col quale colpiva il nemico causandogli danni crescenti in base al suo livello. Questa bizzarra evocazione ricompare anche nella versione advance di FF 6 e per ottenerlo bisognava sconfiggere nuovamente il Kyactus gigante, una volta evocato poteva apparire il Kyactus normale e causare solo 1000 danni, ma con un po' di fortuna poteva comparire anche la sua controparte gigante e causare 9999 danni ai nemici. Il suo aspetto è quello di un cactus con braccia e gambe poste in modo da mimare una corsa, sulla testa ci sono tre foglie appuntite e dritte e occhi e bocca sono costituiti da dei fori ovali.
Infine compare come personaggio sbloccabile anche nel gioco per Wii Mario Sports Mix.

#### Pandemon
Un gigante con un grande tubo vicino alla testa, e una coda in grado di gonfiarsi come un palloncino. Il suo Attacco Ciclonico causa danni di elemento vento ai nemici.

#### Quetzal
Ispirato alla divinità azteca Quetzalcoatl, il serpente piumato, Quetzal compare sia nel sesto che nell'ottavo capitolo cambiando radicalmente aspetto. In FF VI (Dove è solo un mostro) ha l'aspetto di un uccello viola simile ad un airone ma col collo corto, in FF VIII (Dove è evocabile) come una creatura verde solo vagamente simile ad un uccello in grado di sprigionare elettricità. È una delle invocazioni basilari.

#### Tomberry
Comparso in molti episodi della serie come mostro malevolo, in FF VIII era possibile reclutare questa creatura come evocazione dopo aver sconfitto circa 20 di essi e aver battuto il loro re. In realtà si trattava di una evocazione di livello medio poiché il suo attacco oltre a infliggere danni modesti colpiva un solo avversario casuale. Il suo aspetto è quello di un mostriciattolo verde (solo vagamente simile a una lucertola) vestito con una toga marrone e armato di un affilatissimo coltello e di una lanterna con la quale può sprigionare l'odio dei nemici uccisi nel gioco verso i protagonisti (tuttavia quando viene invocato usa solo il coltello).

### Introdotte in Final Fantasy IX

#### Arka
Arka è l'evocazione più potente di Garnet e lo si affronta anche come boss in Final Fantasy IX, tuttavia ottenendo l'oggetto Sidereo può essere invocato in battaglia. Ha l'aspetto di un vascello in grado di trasformarsi in un grande robot ed utilizza l'attacco Destino Oscuro, un potentissimo colpo elemento oscurità.

### Introdotte in Final Fantasy X

#### Anima
Comparsa nel decimo episodio, Anima è di certo una delle invocazioni più impressionanti dell'intera saga. Si presenta come una bestia demoniaca enorme, dall'aspetto antropomorfo con le braccia incatenate e la testa fasciata da bende e sigilli, da cui si riesce ad intravedere solo il suo occhio sinistro insanguinato. Quando evocata, alcune catene la sollevano lentamente verso l'alto da un abisso infernale, ma ne viene resa visibile solo la parte superiore. Durante il suo attacco turbo, Anima fa sprofondare i nemici nel terreno rivelando il resto del suo corpo, che si libera dalle catene. Durante questa sequenza, esegue la sua Turbotecnica, Chaos D: si tratta dell'attacco più potente finora visto nella storia di Final Fantasy, potendo esso raggiungere un danno di 1'599'984 HP (cioè 16 colpi da 99'999). È un Eone segreto che si trova al tempio di Baaj.

#### Ixion
Compare in Final Fantasy X come eone di tipo elettrico. Ha l'aspetto di un grande unicorno ricoperto di gioielli, ma con il corno biforcuto ed è quasi totalmente glabro (a parte sul collo e sulla coda). Con il suo attacco Electroflusso crea una potente sfera elettrica con la quale ingloba i nemici, folgorandoli. In Final Fantasy XII Ixion ricompare come boss opzionale, ma ha esattamente lo stesso aspetto (con una colorazione leggermente più scura).

#### Sorelle Magus
Altro Eone esclusivo di Final Fantasy X, le Sorelle Magus sono un'altra invocazione unica nel suo genere, come le due precedenti: esse non possono apprendere abilità, ma ne hanno molte predefinite; inoltre le loro barre comandi cambiano tra un turno e l'altro (a volte può persino capitare che non facciano nulla). Queste tre sorelle appaiono vestite da insetti e si distinguono in:
- Cindy, la più grassa e la più disubbidiente del trio, è specializzata in cure ed è vestita da coccinella; ha un'elevata difesa fisica.
- Sandy, la più alta, si preoccupa del supporto del gruppo e ha l'aspetto di una mantide religiosa; è quella con maggiore potenza fisica.
- Mindy, la più piccola e la più esperta di magie nere, è vestita da ape; è la più veloce del trio.

Come ogni Eone, anche le Sorelle Magus hanno le loro mosse speciali:
- Engloutie di Cindy
- Schmelzend di Sandy
- Ritornerò di Mindy

La loro Turbotecnica, Attacco Delta, può essere usata soltanto se tutte e tre hanno la barra turbo carica.
Come Yojimbo e Anima, in Final Fantasy X, le tre Magus sono Eoni segreti.
La loro prima apparizione è in Final Fantasy IV dove vengono chiamate le Sorelle Megas e i loro nomi sono Mega, Doga e Laga.

#### Valefor
Comparsa nel decimo episodio della serie, Valefor ha l'aspetto a metà tra un uccello e un drago. Lo si incontra nel Tempio di Besaid e si tratta della prima evocazione di Yuna quindi non è certo la più potente, tuttavia è la più agile in grado di evitare molti degli attacchi nemici.
Attacca il nemico utilizzando i suoi artigli e visto che possiede la dote di riuscire a volare, spesso riesce ad eludere l'attacco fisico dei nemici più deboli. Si tratta di un eone non elementale, ma è in grado di lanciare anche magie elementali come Fire, Blizzard, Idro e Thunder, inoltre se Yuna è in possesso dell'arma dei 7 astri al massimo della potenza, i suoi attacchi superano il limite di 9.999 HP di danno. Il suo attacco speciale è Alata Sonica, con cui danneggia fisicamente il nemico rallentando anche le sue azioni.
Valefor è l'unico Eone con due attacchi turbo a disposizione: Freccia Raggiante e Scudo Raggiante (quest'ultimo, tuttavia, va sbloccato).

#### Yojimbo
Questo Eone, simile ad un samurai, compare solo nel decimo episodio della serie ed è un'invocazione del tutto unica nel suo genere: la sua caratteristica principale è quella di essere un mercenario e, in quanto tale, vuole essere pagato sia per ottenerlo come invocazione, sia per attaccare. Non può imparare nessuna abilità ma dispone di quattro attacchi, e si può capire quale userà dalla cifra che gli si offre (naturalmente, più alta sarà e ci saranno più probabilità che usi Zanmato):
- Daigorou: se gli si offre una cifra bassa, l'eone non si disturberà ad attaccare, farà un gesto con la mano e manderà avanti il suo cane Daigorou (il nome significa "grande cane").
- Kozuka: prendendo i soldi, guarderà il nemico che vuole colpire e gli lancerà addosso tre kunai (nel sequel, questo attacco non infligge danni, ma riduce gli MP a 0 e causa status veleno).
- Wakizashi: farà un movimento con la testa, e attaccherà uno o tutti i nemici causando un'onda d'urto con la spada.
- Zanmato: se, prendendo i soldi, Yojimbo guarda Yuna e annuisce, significa che userà la tecnica più potente di tutta la serie. Sostanzialmente, questa mossa è una variante della tecnica Zantetsuken, che elimina il nemico, indipendentemente dal livello di forza. Questa, tuttavia, non può assolutamente fallire e ha effetto anche sui boss.

Se Yojimbo riceve 0 Gil, può prendersela a tal punto da lasciare la battaglia.

### Introdotti in Final Fantasy XI

#### Garuda
Appare in quasi tutti i capitoli della saga come mostro dall'aspetto di falco, ma come Avatar utilizzabile in Final Fantasy XI; il suo aspetto è completamente diverso da quello tradizionale, ed è più che altro simile ad un'arpia.

### Introdotti in Final Fantasy XII

#### Belias lo Stregone, Costellazione dell'Ariete
Il primo Esper sbloccabile, sostituto del più famoso Ifrit. Possiede uno scettro e ha due teste, posizionate una sopra l'altra. Quella più in alto ha un paio di braccia, mentre quella più in basso è la testa di un ariete. Il suo corpo è antropomorfo e muscoloso. La sua mossa speciale è Fiamme infernali, che provoca danni di elemento fuoco a tutti i nemici.

#### Chaos il Reincarnato, Costellazione del Toro
Ha l'aspetto di uno stregone posizionato su una piattaforma mobile con due barre di metallo accanto. È uno stregone, e usa magie elementali diverse in base alle debolezze del nemico, ma è principalmente legato all'elemento vento. La sua mossa speciale è Uragano, attacco di elemento vento. Il suo nome deriva da quello del boss finale di final fantasy I.

#### Zalera il Mortifero, Costellazione dei Gemelli
È uno stregone che tiene in ostaggio una sacerdotessa, completamente nuda e fusa al suo braccio. In alcune versioni del gioco i capezzoli della donna sono censurati, e al loro posto sono presenti delle grandi spirali. Lui è coperto da un grande mantello e una maschera da teschio. Il suo attacco speciale è Morte Divina, che uccide istantaneamente tutti i nemici. 

#### Zeromus il despota, Costellazione del Cancro
Strana creatura con una chela al posto di una mano. La sua abilità è quella di spedire in un'altra dimensione i nemici, rimuovendoli dal campo di battaglia. Proprio a questo serve la sua mossa speciale, Pozzo Macabro. il suo nome deriva dal boss finale di final fantasy IV.

#### Hashmal l'Ordinatore, Costellazione del Leone
Bestia antropomorfa con la testa di leone, è il sostituto di Titan. Lancia pietre giganti per attaccare normalmente, mentre la sua mossa speciale è Rabbia della Terra

#### Ultima l'Angelo, Costellazione della Vergine
Il secondo esper più potente del gioco, di elemento sacro. Ha l'aspetto di una giovane donna con la pelle verde smeraldo, le cui gambe sono imprigionate dentro una piattaforma che la fa volare, parzialmente coperta dalla sua gonna. Il suo attacco speciale si chiama Ultima Totale. In Final fantasy Tactics Advance era il Totema delle Viera.

#### Exodius l'Arbitro, Costellazione della Bilancia
Un uomo che funge da gambo per i piatti di una bilancia enorme. La sua particolarità è che non ha un attacco speciale, ma si limita ad usare le magie "Cometa" e "Meteo". In Final Fantasy Tactics Advance era il Totema dei Nou Mou. Il suo nome deriva da Exdeath, antagonista principale in Final Fantasy V.

#### Cuchulain l'Impuro, Costellazione dello Scorpione
Creatura immonda fatta di feci e gelatina, la sua specialità sono gli status alterati. La sua mossa speciale è Morso Venefico.

#### Zodiark il Legislatore, Costellazione dell'Ofiuco
L'esper più potente di Final Fantasy 12. Si tratta di un serpente gigante i cui attacchi sono di elemento oscuro. La sua mossa speciale è Eclissi Finale.

#### Shemzal il Traditore, Costellazione del Sagittario
Esper parassita, la sua specialità è assorbire gli HP dei nemici. La sua tecnica Esalanima gli permette di assorbire il 100 percento degli HP nemici.

#### Adrammelech l'Irato, Costellazione del Capricorno
Creatura di elemento tuono, ispirato al Baphomet. La sua mossa speciale è Spirale di Saette. In Final Fantasy Advance era il Totema dei Bangaa.

#### Famfrit il Nembo, Costellazione dell'Acquario
Esper evocato inizialmente da Cid, sbloccabile abbattendolo. La sua mossa speciale è Tsunami, con cui scaglia grandi onde dal vaso che si porta appresso. In Final fantasy Advance era il Totrema dei Moguri. 

#### Mateus l'Immorale, Costellazione dei Pesci
Creatura di elemento ghiaccio, sostituta di Shiva. La parte senziente della creatura è L'armatura, mentre il corpo di Ragazza è solo un mezzo con cui esprime la sua volontà. Il suo attacco speciale è Onda Polare. In Final Fantasy Tactics Advance era il Totema degli Hume. Il suo nome deriva dal principale antagonista di Final Fantasy II, l'imperatore Mateus Palamecia.

### Introdotti in Final Fantasy XIII

#### Brunilde
Brunilde è l'Esper di Sazh in Final Fantasy XIII. I suoi attacchi elementali possono variare a seconda di com'è potenziata, può curare il suo evocatore e supportarlo con diversi potenti gadget.
In modalità gestalt, Brunilde si tramuta in una superba auto da corsa rosso fiammante, che Sazh piloterà durante lo scontro. In questo stato, lascia occasionalmente delle mine sul terreno che, esplose, diventano dei piccoli intercettori che attaccheranno i nemici dall'alto. La sua mossa finale in modalità Gestalt è il Muspellheim che con la rotazione di se stessa crea un tornado di fuoco.

#### Ecatonchiro
Ecatonchiro è uno spirito d'evocazione apparso recentemente nella saga di Final Fantasy: gigante dalle cento braccia, comanda l'elemento Terra, piazzandosi al posto di Titano come già Hashmal aveva fatto in Final Fantasy XII. Scaturito dal cristallo di Vanille, Ecatonchiro è un Esper un po' difficile da maneggiare, soprattutto nelle fasi avanzate del gioco: ciò è dovuto al fatto che è l'unico a non disporre dell'abilità Energiga, e quindi l'unico a non poter curare il suo proprietario.
In modalità Gestalt, converte le braccia in grossi mitragliatori, e si trasforma in un camminatore dalle numerose armi. La sua mosse finale è
Missile di Gaia che provoca un turbine di danni.